# L'Homme qui a renoncé au tabac
Pour plus de détails, voir Fiche technique et Distribution.
L'Homme qui a renoncé au tabac (Mannen som slutade röka) est un film suédois écrit et réalisé par Tage Danielsson et sorti en 1972. Il est l'adaptation du livre homonyme de Tage Danielsson, et se divise en trois actes : Inferno, Purgatorio et Paradiso (L'Enfer, le Purgatoire et le Paradis), faisant référence à la Divine Comédie de Dante Alighieri.
Il met en scène Gösta Ekman, Grynet Molvig, Carl-Gustaf Lindstedt et Gunn Wållgren. Gösta Ekman a reçu le Guldbagge du meilleur acteur pour son rôle de Dante.

## Synopsis
Lorsque le patron d'une importante fabrique de saucisses, Hugo Alighieri, meurt, son fils, Dante, hérite de 17 millions de couronnes suédoises. Cet héritage ne peut lui être attribué qu'à une condition : il doit s'arrêter de fumer durant deux semaines.

## Fiche technique
- Titre : L'Homme qui a renoncé au tabac
- Titre original : Mannen som slutade röka
- Réalisation : Tage Danielsson
- Scénario : Tage Danielsson
- Musique : Gunnar Svensson
- Photographie : Kalle Bergholm
- Montage : Wic Kjellin
- Production : Olle Hellbom et Olle Nordemar
- Société de production : Svensk Filmindustri et Svenska Ord
- Pays :  Suède
- Genre : Comédie
- Durée : 104 minutes
- Dates de sortie : 
  -  Suède : 16 décembre 1972

## Distribution
- Gösta Ekman : Dante Alighieri
- Grynet Molvig : Beatrice Morris
- Toivo Pawlo : Hugo Alighieri
- Holger Löwenadler : oncle Knut-Birger
- Gunn Wållgren : tante Gunhild
- Olle Hilding : Sjöström, avocat
- Raymond Bussières : l'agent français
- Carl-Gustaf Lindstedt : Mr Secret, détective privé
- Pierre Lindstedt : le détective
- Marianne Stjernqvist : Mme Jonsson-Varin, secrétaire
- Jan-Olof Strandberg : le docteur
- Meta Velander : le prêtre
- Stig Torstensson :
- Ulf von Zweigbergk :
- Stig Ossian Ericson : le psychologue
- Margaretha Krook : la prostituée